# Dieter Eilts
Dieter Eilts, né le 13 décembre 1964 à Upgant-Schott, en Basse-Saxe, est un footballeur international allemand. Il jouait au poste de milieu défensif. En 1996, il est champion d'Europe avec l'équipe d'Allemagne. Découvert par Otto Rehhagel, Dieter Eilts passera l'intégralité de sa carrière au Werder Brême. Il y gagnera la réputation d'un milieu accrocheur et besogneux, très efficace et ayant une attitude irréprochable hors et sur le terrain.

## Biographie

### En club
Dieter Eilts a commencé sa carrière de footballeur au SV Hage en Frise orientale. De 1985 à 2002, il a disputé un total de 390 matchs de Bundesliga pour le Werder Brême, au cours desquels il a marqué sept buts.
Après avoir fait partie de l'équipe professionnelle pour la saison 1985-1986, Eilts doit encore attendre la saison suivante pour obtenir sa première apparition professionnelle sous le maillot du Werder. Lors de la 17e journée, le 5 décembre 1986, l'entraîneur Otto Rehhagel le fait entrer en jeu à la 79e minute à la place de Rudi Völler. Son premier match a été perdu 3-0 contre le 1. FC Cologne. Ce sera sa seule apparition lors de cette saison. En 1986-1987, le jeune joueur a été éclipsé par des routiniers tels que Günter Hermann, Norbert Meier, Mirko Votava et Thomas Wolter. Lors de la deuxième moitié de la saison 1988-1989, Eilts gagne de plus en plus de temps de jeu pour Brême. Dès la 24e journée, il était dans la formation de départ sans interruption et n'a raté aucun match jusqu'à la fin de la saison. Il a également disputé la finale de la Coupe d'Allemagne contre le Borussia Dortmund, que le Werder a perdu 4 à 1. L'année précédente, il avait déjà fêté la victoire en championnat d'Allemagne avec l'équipe de Brême, mais à cette époque, il n'avait disputé que deux matchs de championnat durant la saison.
Du début de la saison 1989-1990 à 2000-2001, soit pendant dix ans, Eilts a fait partie intégrante du milieu de terrain de Brême. À part une saison, il a toujours joué plus de 25 matchs de Bundesliga par an pour les Allemands du Nord. En 1990, l'équipe atteint à nouveau la finale de la Coupe contre le 1. FC Kaiserslautern. Brême, où Eilts a joué les quatre-vingt-dix minutes comme l'année précédente, a perdu 3 à 2. En championnat, Eilts a marqué son premier des sept buts en Bundesliga le 31 mars 1990, un but important car dans le derby du Nord contre Hambourg SV (2-1).
Lors de la saison 1989-1990 de la Coupe UEFA, le Werder Brême n'a perdu qu'en demi-finale avec un nul 1-1 à domicile et un nul 0-0 à l'extérieur contre l'ACF Fiorentina. Lors de la victoire 5-1 en huitièmes de finale contre le SSC Naples de Diego Maradona, Eilts était titulaire et a marqué le dernier but du match. En 1991, Brême était en finale de la Coupe d'Allemagne pour la troisième fois consécutive. Après qu'Eilts eut porté le score à 1 à 0, le FC Cologne égalise. Le Werder s'impose finalement aux tirs au but et Eilts a remporté la Coupe d'Allemagne pour la première fois après trois tentatives.
Le club se qualifie ainsi pour la Coupe d'Europe des vainqueurs de coupe de football 1991-1992. Le Werder s'est qualifié pour la finale contre l' AS Monaco. Après avoir raté la demi-finale contre Bruges en raison d'un carton rouge, Eilts était titulaire face aux Monégasques. Brême remporte le match 2 à 0, le premier titre international en club pour Eilts.
En 1994 et 1999, les triomphes de la Coupe d'Allemagne ont été répétés. Il a joué à temps plein dans les deux matchs. En 1993, le titre de champion d'Allemagne a été remporté une deuxième fois. Lors de la saison 2001-2002, Eilts était toujours dans l'équipe de Brême, mais n'a pas disputé les quatre premiers matchs de la saison. Le défenseur a disputé son dernier match de Bundesliga le 18 août 2001 contre le TSV 1860 Munich.

### Équipe nationale
Berti Vogts a aligné le milieu de terrain pour la première fois le 18 décembre 1993 lors d'un match amical contre les États-Unis. Il a fait sa percée dans l'équipe allemande dans la saison 1995/1996. Lors du Championnat d'Europe de football 1996 en Angleterre, à 31 ans il était un pilier de l'équipe allemande, qui a remporté le Championnat d'Europe pour la troisième fois et a été élu dans l'équipe UEFA du tournoi.
Pour avoir remporté le championnat d'Europe de football en 1996, il a reçu, avec l'équipe, la Silbernes Lohrbeerblatt, la plus haute distinction sportive en Allemagne.
Au total, Eilts a disputé 31 matches internationaux jusqu'en 1997. Son dernier était un match de qualification pour la Coupe du Monde 1998 le 7 juin 1997 contre l'Ukraine.

### Carrière d'entraineur
Retraité à l'issue de la saison 2002, il entraine d'abord les équipes jeunes du Werder Brême puis il est de 2004 à 2008, l'entraîneur de la sélection des joueurs allemands de moins de 21 ans. Il qualifie l'équipe pour le Championnat d'Europe de football espoirs 2009 mais quittera son poste avant la phase finale à la suite de désaccords internes. Dès la fin de son contrat à la fédération allemande de football, il prend les rênes du FC Hansa Rostock qui venait d'être relégué en deuxième division et n'occupait que le milieu du tableau. Sa mission de remontée du club échouera après une seule victoire en onze matchs. Il sera renvoyé le 14 mars 2009.
En 2011, il rejoint le VfL Oldenburg pour s'occuper des équipes jeunes, en parallèle il revient au Werder Brême pour diriger l'école de football des 6-13 ans. En 2018, il arrête son activité au Werder Brême.

## Style de jeu
Eilts était connu pour son style de jeu rustique, son engagement physique et sa force dans les duels. Il était considéré comme un nettoyeur devant sa propre défense, qui gardait toujours un œil sur le meneur de jeu adverse, pour finalement laisser derrière lui des adversaires énervés avec ses tacles glissants.
Il était surnommé der Ostfriesen Alemão (le « Alemão » de Frise orientale) après qu'Otto Rehhagel avait déclaré après la victoire contre Naples :« Naples a Alemão, nous nous avons notre Alemão de Frise orientale ». Il était également surnommé EisenDieter (Dieter de fer) ou Staubsauger (aspirateur ou nettoyeur).

## Palmarès
- Vainqueur du Championnat d'Europe 1996 avec l'équipe d'Allemagne
- Champion d'Allemagne en 1988 et 1993 avec le Werder
- Vainqueur de la Coupe d'Allemagne en 1991, 1994 et 1999 avec le Werder
- Vainqueur de la Coupe des Coupes en 1992 avec le Werder